# Air Force - Aquile d'acciaio
Air Force - Aquile d'acciaio (Aces: Iron Eagle III) è un film del 1992 diretto da John Glen, con Louis Gossett Jr. e Rachel McLish.
È il seguito di L'aquila d'acciaio del 1986 e Aquile d'attacco del 1988.

## Trama
Il colonnello Charles Sinclair e i suoi aiutanti Leichman, Palmer e Horikoshi stanno indagando su un aereo pilotato da un loro amico e collega che ora è stato trovato pieno di spari di mitragliatrice. Nel frattempo, Anna, una ragazza clandestina sfugge da un campo di prigionia e si rifugia nella città del colonnello per trovare aiuto per la sua famiglia. Il colonnello Sinclair crede alla storia di Anna, che verrà più volte rapita ma salvata da Tee Vee, giovane avventuriero che complicherà i piani del colonnello. Anna e Tee Vee partono per cercare i prigionieri ma il giovane viene catturato e tenuto in ostaggio. Anna grazie alla sua abilità riuscirà a salvarlo ed a liberare anche la sua famiglia. All'arrivo del colonnello i suoi amici perdono la vita mentre stanno in elicottero, uccisi dalle bombe ma in un'intera guerriglia Anna riuscirà a sopravvivere ed insieme a Tee Vee e il colonnello si avviano per combattere i capi dell'organizzazione sudafricana.